# Duttaphrynus valhallae
Duttaphrynus valhallae es una especie de anfibio anuro de la familia Bufonidae.

## Distribución geográfica
Esta especie es endémica de la isla Weh en el extremo norte de Sumatra en Indonesia.

## Descripción
Las hembras miden 82 mm.

## Etimología
Su epíteto específico le fue dado en referencia al nombre del barco Valhalla en el que Edmund Meade-Waldo navegó.

## Publicación original
- Meade-Waldo, 1909 "1908" : Description of a new species of toad from Sumatra. Proceedings of the Zoological Society of London, vol. 1908, p. 786-788[5]